# Nils Olsson (museichef)
Nils Olsson född 19 januari 1906 i Lund, död 10 september 1978 i Ystad, var en svensk museichef. 
Olsson, som var son till faktor Alfred Olsson och Ellen Christensson, avlade studentexamen i Lund 1928, organist- och kantorsexamen 1929, studerade vid Kungliga Musikhögskolan 1932–1936 och blev filosofie kandidat 1944. Han var amanuens vid Östergötlands och Linköpings stads museum 1943–1947 samt intendent och chef för Ystads museum från 1947. Han deltog i och ledde ett flertal arkeologiska utgrävningar och stadsinventeringar. Han var styrelseledamot i Skånes turisttrafikförbund och Skånes hembygdsförbund samt sekreterare i Ystads turist- och kulturnämnd. Han utgav Ystads stadsfullmäktige 100 år (1963) samt var medarbetare i fackböcker, tidskrifter och tidningar.  Han tilldelades Ystads kommuns kulturpris 1976.